# Zar (Arménie)
Pour les articles homonymes, voir ZAR.
Zar (en arménien Զառ) est une communauté rurale du marz de Kotayk, en Arménie. Elle compte 1 365 habitants en 2008.